# المنتدى العالمي للأعمال الخيرية
المنتدى العالمي للأعمال الخيرية (بالإنجليزية: Global Philanthropy Forum)‏ (GPF) هو مبادرة من مجلس الشؤون العالمية والذي يعمل كشبكة للتعلم بين الأقران من المحسنين - مقدمي المنح والمستثمرين الاجتماعيين - ملتزمون بتعزيز المساواة والفرص في العالم النامي. ويعمل مجتمع المانحين والمستثمرين الاجتماعيين التابعين لها على القضايا الدولية من خلال العمل الخيري الاستراتيجي، ويعملون على مبادئ تتداخل مع مبادئ الاستثمار المؤثر.

## الاطلاق
تم إطلاق المنتدى عام 2001 من قبل الرئيسة والمؤسسة المشاركة جين ويلز بالشراكة مع كبار فاعلي الخير في وادي السيليكون، وكان المنتدى الأول من نوعه الذي يجمع فاعلي الخير المهتمين بتمويل المشاريع التي تهدف إلى إحداث تأثير عالمي، مثل تعزيز الأمن البشري، والرعاية البيئية، وتحسين جودة الحياة فحسب.
يشير تاريخ صندوق الاستثمار العام إلى أن مجموعات من هؤلاء المستثمرين على استعداد لتحمل المخاطر التي لا يستطيع معظم رواد الأعمال والشركات تحملها. على سبيل المثال، في حين تكتسب القارة الأفريقية ككل المزيد من الاستثمار، فإن منتدى أفريقيا للأعمال الخيرية الذي تم إنشاؤه حديثًا على أساس نموذج صندوق أفريقيا الخيري سوف يخضع لإرشاد مجموعة أساسية من المحسنين المكرسين لأهداف صندوق أفريقيا الخيري المتمثلة في خلق المزيد من فرص الاستثمار والتنمية لمستقبل أفريقيا.
قالت جاكلين نوفوجراتز، مؤسسة صندوق أكومين في إشارة إلى العمل الذي يقوم به أعضاء صندوق أكومين في مجال العمل الخيري والاستثمار المؤثر: "هذا العمل ليس للجبناء". إن المشاكل التي تعالجها مؤسسة التمويل العالمي في مجالات الصحة والبيئة والتعليم والفقر منتشرة في كل مكان ومستمرة. وهذه مشاكل معقدة بشكل لا يصدق وتتطلب صبرًا عميقًا مقرونًا بالإبداع في طريقة تعبئة الموارد لحلها.

## المؤتمرات
يعقد صندوق المنتدى مؤتمرا دوليا سنويا، وهو مؤتمر مفتوح للدعوة فقط، أمام المحسنين والمؤسسات العائلية وكبار الموظفين في المؤسسات التي تضم موظفين أكبر والمستثمرين الاجتماعيين. يربط برنامج التمويل العالمي الجهات المانحة بالقضايا والاستراتيجيات الفعالة وشركاء التمويل المشترك المحتملين ووكلاء التغيير من جميع أنحاء العالم. ومن بين المتحدثين البارزين في المؤتمر رئيس الأساقفة ديزموند توتو، والملكة رانيا من الأردن، والاقتصادي البيروفي هيرناندو دي سوتو، والحائزين على جائزة نوبل وانجاري ماثاي ومحمد يونس، ومؤسسي جوجل لاري بيج وسيرجي برين، ورئيس الوزراء السابق توني بلير ووزيرة الخارجية الأمريكية هيلاري كلينتون، ورئيس مؤسسة بيل وميليندا جيتس، جيف رايكس، ورئيسة مؤسسة روكفلر جوديث رودين، ورئيس مؤسسة فورد لويس أوبيناس، ورواد الأعمال والمحسنين ستيف وجين كيس، والرئيس النيجيري توني إيلوميلو، والرئيسة التشيلية السابقة ميشيل باشيليت.

## روابط خارجية
- الموقع الرسمي للمنتدى العالمي للعمل الخيري